# シエラレオネの音楽

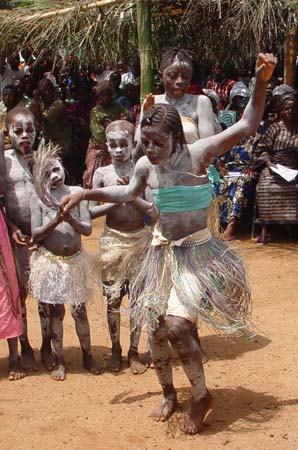
シエラレオネのカイラフン地区、コインドゥで伝統的な踊りで祝う生徒たち

シエラレオネの音楽（シエラレオネのおんがく、Music of Sierra Leone）は、シエラレオネにおいて親しまれる音楽でネイティブ、フランス、イギリス、西インド、クレオールの音楽ジャンルが混在している音楽。
パーム ワインの音楽が代表的で、西アフリカ沿岸の国々でスティール弦アコースティックギターとパーカッションで演奏される。
シエラレオネは、西アフリカの大部分と同様に、ラップ、レゲエ、ダンスホールレゲエ、 R&B 、グライムに開かれている。

## シエラレオネの国民的音楽
シエラレオネの国歌 " High We Exalt Thee, Realm of the Free " は、 John Akarが作曲し、 Clifford Nelson Fyleが歌詞を、Logie EK Wright が編曲した。 1961 年の独立時に採用された。

## 伝統音楽
シエラレオネで最大の民族グループ (2009年) は、メル語を話すテムネ族で、人口の35%を占めている。次に、31%のメンデ族は、2%のマンディンゴとともに、近隣諸国のメンデ族集団に関連する音楽の伝統を持っている。その他に記録された人口は、リンバ族(8%)、コノ族(5%)、ロコ族(2%)、シエラレオネ・クレオール人(2%)であり、15%は「その他」として記録された。
西アフリカ全体での戦争と内戦により、伝統音楽アーティストの存在が減少した。

## ポピュラー音楽

### パームワイン
シエラレオネのパーム・ワイン音楽はマリンガとして知られており、カリブスタイル、特にトリニダードカリプソを使用したエベニーザー・カレンダー&ヒズ・マリンガー・バンドによって最初に普及した。 カレンダーはギター、トランペット、マンドリン、コルネットを演奏し、1950年代と60年代のシエラレオネ音楽で最も頻繁に演奏された曲のいくつかを書いた。 彼の最も人気のある曲は、デッカが2階建てバス路線の開始を促進するために依頼した「Double-Decker Bus」であった。彼は最終的に、社会的および精神的に意識した歌詞に移行した。

### ガンベ
ガンベ (グーンベイまたはガンベイとも呼ばれる) はクレオール音楽のジャンルであり、シエラレオネでも長い間存在感を示してきた。脚のある四角い太鼓であるガムベは、シエラレオネ・クレオール民族コミュニティの一員となるジャマイカのあずき色の入植者にとって重要な文化的シンボルであった。ドラムは常に彼らの祖先の召喚に関連付けられており (Bilby 2007:15)、18世紀のジャマイカのマルーンの要塞で、英国に対する自由のための戦いにおいて重要な役割を果たした。これは、メッセージの伝達に使用され、またイギリスが計画している将来の攻撃を警告するためにも使用された。これらのドラムの音は、これらの予感が作られたトランスを引き起こした（Lewin 2000：160）。ガムベは、ジャマイカとシエラレオネのあずき色の子孫によって今日でも使用されている。現在、グンベはシエラレオネのクレオール文化に継続的に存在している。この太鼓は今でもフリータウンでトランスに入り、洗礼や結婚式などのイベントで未来を予測するために使用されている(Aranzadi 2010)。グンベはまた、シエラレオネで20世紀に人気のあった3つのダンスミュージック・スタイル、すなわちアシコ、マリンガ、マイロ・ジャズ (Collins: 2007:180) にも影響を与えてきた。  Dr. Olohは、シエラレオネのガムベとマイロ・ジャズ音楽の最も広く認められた革新者であった。

### アフロポップ
1970年代から、ルンバ、コンゴ音楽、ファンク、ソウルが組み合わさって、人気のある種類のアフロポップが形成された。この時代の主要なバンドには、サバノー75、オーケストラ・ムイェイ、スーパー・コンボ、およびアフロ-ネーショナルが含まれていた。海外のシエラレオネ人は、セイデュ、アンソマナ・バングラ、アブドゥル・ティー・ジェイ、ボスカ・バンクス、ダディ・ラーマヌ、パトリシア・バカア、シディケ・ディアベテ、ムワナ・ムサのアフリカン・コネクションなど、独自のスタイルを作成した。 

### 現代
インターネットは、若者に新しいスタイルの音楽への刺激を与えた。多くの歌は政治的および社会的なテーマを持ち、大衆に情報を提供し、政治家をチェックする。インディペンデント映画「Sweet Salone」では、これらのアーティスト、ファン、および彼らの音楽の多くが紹介されている。
ムワナ・ムサ(Musa Kalamulah) とバンドのアフリカン・コネクションは、シエラレオネ、コンゴ、ジャズのリズムを融合させた。ムワナ・ムーサは有能な作曲家であり、デビッド・トゥープ、スティーブ・ベレスフォード、レイ・カーレス、ウゴ・デルミラーニ、ロビン・ジョーンズ、モンゴリー (リプア・リプア) サフロマン (ゴー・マレボ) レン・ジョーンズ、シエラレオネの最高のギタリストの1人、リンデル・ルイス、アヨなどのミュージシャンと協力した。・シエラレオネ出身の一流ギタリスト、ロイ・マコーリー、ケビン・ロビンソン、パパ・ジェイ・メンサーなどアフリカン・コネクションはチャーリー・ジレットのOval Recordsと契約し、「C'est La Danse」、「Moziki」、「City Limits」、「Midnight Pressure」、「Dancing On The Sidewalk」、「A Soca-tinged Soukous、「E Sidom Panam」をプロデュースした。 - 典型的なシエラレオネのダンスミュージックである。

## ソース
- アランザディ、イザベラ・デ。 2010.「アフリカからアメリカ大陸へ、そして奴隷制の終焉後に戻るドラム大西洋横断の旅：アノボーンとフェルナンディーノの音楽文化」。アフリカの社会学的レビュー 14 (1) 2010, pp. 20–47。
- アシュクロフト、エド、リチャード トリロ。 「パームワインサウンド」。 2000年。 In Broughton, Simon and Ellingham, Mark with McConnachie, James and Duane, Orla (Ed.), World Music, Vol. 1: アフリカ、ヨーロッパ、中東、pp 634–637。ラフガイド株式会社、ペンギンブックス。ISBN 1-85828-636-0
- スターシック、マイケル。 2012. DISCONnections: シエラレオネのフリータウンでのポピュラー ミュージック オーディエンス。バメンダ & ライデン: ランガー & ASC ライデン。